# 费鲁乔·帕里
费鲁乔·帕里（義大利語：Ferruccio Parri，義大利語發音：[ferˈruttʃo ˈparri]，1890年1月19日—1981年12月8日），是意大利的反法西斯主义者、作家和政治家。帕里在墨索里尼独裁时期因从事反对法西斯政权的运动而被流放，1942年他回国参与组建了行动党并领导国内抵抗运动。随着二战的结束他于1945年6月至12月出任意大利总理，辞职后被选为参议员。